# Мамарроза
Мамарроза (порт. Mamarrosa)  —  район (фрегезия) в Португалии,  входит в округ Авейру. Является составной частью муниципалитета  Оливейра-ду-Байру. Находится в составе крупной городской агломерации Большое Авейру. По старому административному делению входил в провинцию Бейра-Литорал. Входит в экономико-статистический  субрегион Байшу-Воуга, который входит в Центральный регион. Население составляет 1452 человека. Занимает площадь 6,54 км².